# Lagastigen
Lagastigen er navnet på den ældgamle vej som fulgte åen Lagans løb gennem Halland og Småland. I dag er vejen fra Markaryd og nordpå erstattet af motorvejen på Europavej E4. 

## Ekstern henvisning
- Om Lagastigen Arkiveret 11. marts 2007 hos  Wayback Machine